# Disneys Gummibärenbande
Disneys Gummibärenbande (Originaltitel Disney’s Adventures of the Gummi Bears) ist eine US-amerikanische Disney-Zeichentrickserie, die von 1985 bis 1991 produziert wurde. In Deutschland strahlte Das Erste die Serie zum ersten Mal im Jahr 1988 aus.

## Handlung
Die Serie handelt von sechs „Gummibären“, die in einer mittelalterlich anmutenden Märchenwelt leben. Sie werden als Nachfahren der Großen Gummibären beschrieben und leben in der unterirdischen Geheimsiedlung Gummi Glen im Wald des fiktiven Königreichs Dunwyn. Vor langer Zeit besaßen die Gummibären eine mächtige und weit entwickelte Zivilisation, wurden jedoch von den Armeen der Menschen verfolgt, da diese an das Wissen der ehemaligen Hochkultur der Großen Gummibären herankommen wollten und letztlich fast alle Gummibären nach Norden vertrieben. Die meisten der Gummibären siedelten sich daraufhin auf einem den Menschen unbekannten Kontinent an und wurden im Laufe der Zeit vergessen. Sie werden von den Menschen inzwischen allgemein als Legende betrachtet, nur wenige wissen, dass sie noch immer existieren. Während der Abenteuer der Gummibären aus Gummi Glen werden immer wieder alte Ruinen und intakte Bauwerke mit teils hochtechnologischen Apparaten aufgefunden. Der größte Wunsch der Gummibären aus Gummi Glen ist es, endlich die Großen Gummibären kennenzulernen.
Trotz ihrer Bemühungen, weiterhin frei von menschlichen Einflüssen und sicher vor Bedrohungen zu leben, begegnen den Bären von Gummi Glen nach und nach mehrere Menschen. Entgegen aller Befürchtungen und Vorurteile laufen die Begegnungen nicht immer auf Konfrontation und Kampf hinaus: Während die meisten Menschen jede Begegnung als Einbildung abtun und gleich wieder vergessen, gibt es Menschen (vor allem Kinder), die versuchen, sich mit den Gummibären anzufreunden. Nur diejenigen, die noch an die Gummibären und deren Zauberei glauben und davon wissen, versuchen, Gummibären einzufangen. Die engsten Freunde der Gummibären unter den Menschen sind Prinzessin Calla, die Tochter von König Gregor und Thronfolgerin von Dunwyn, und Cavin, der Page von Gregors oberstem Ritter, Sir Tuxford.
Ihren Namen verdanken die Gummibären einem Zaubertrank, der sie wie einen Gummiball hüpfen lässt. Dieser Trank wird von Grammi nach einem alten, geheimen Rezept aus den Gummibeeren hergestellt, die im Wald von Dunwyn wachsen. Einem Menschen und auch Ungeheuern verleiht der Gummibeerensaft für kurze Zeit übermenschliche Kräfte, wirkt bei Menschen aber, anders als bei Gummibären, nur einmal am Tag. Der böse und machthungrige Herzog Igzorn versucht ständig mit seinem Diener Toadwart und seiner Privatarmee aus einfältigen Ogern, an die Formel des Trankes und die restlichen Geheimnisse der Gummibären zu gelangen. Er will Dunwyn erobern, den König entthronen und eine Schreckensherrschaft errichten. Oftmals müssen die Gummibären – wenn auch heimlich – eingreifen, um den König, ihre Freunde und ihre Geheimnisse vor den Ränken Igzorns und anderer Feinde zu schützen.

## Figuren

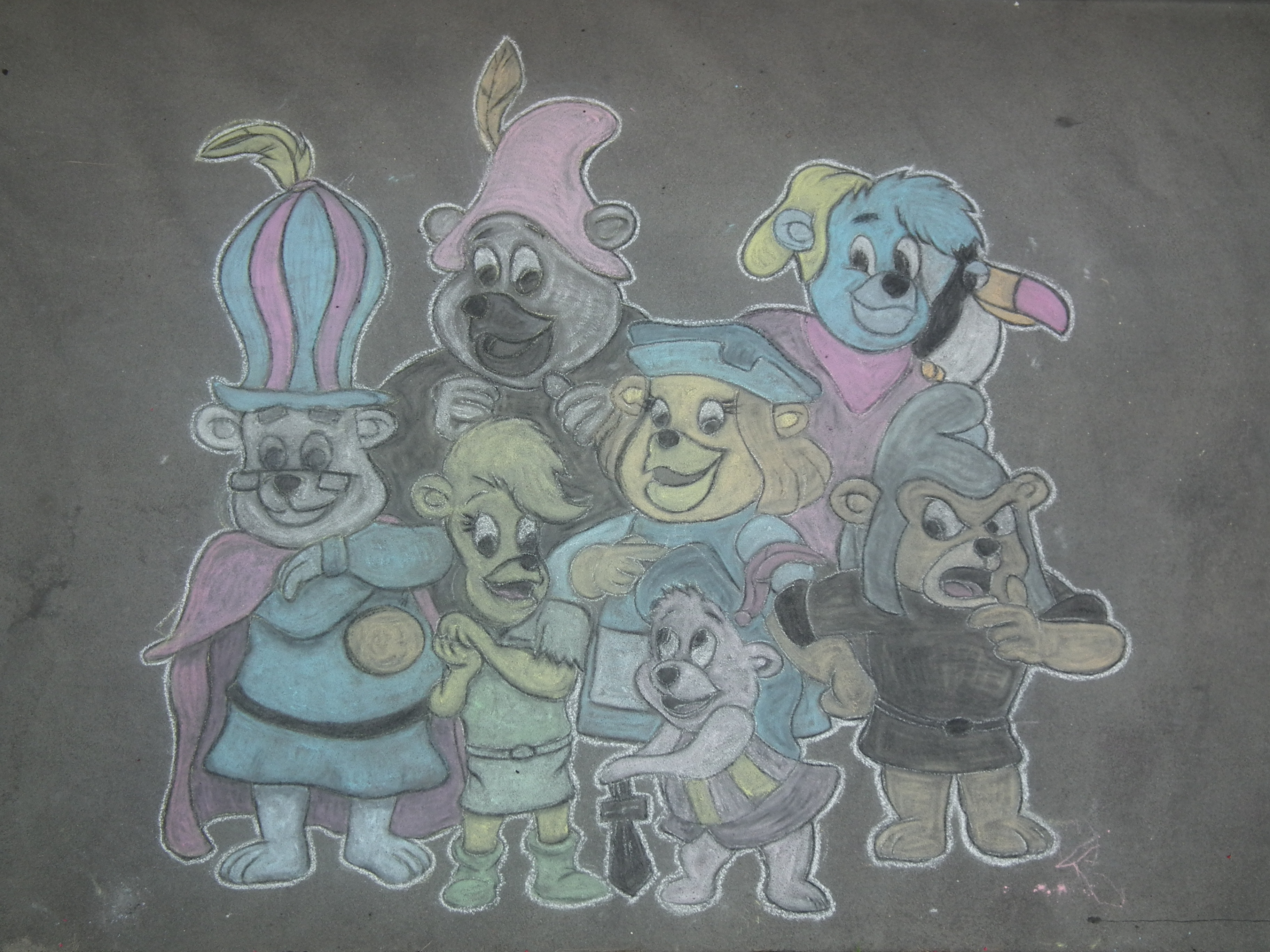
Gummibärenbande auf einem Kreidebild (Dresden)

### Gummibären
Die sechs Gummibären aus Gummi Glen:
- Cubbi ([ˈkʌbi]) – der kleinste und jüngste der Gummibären. Er hat ein rosa Fell und trägt eine längs rot-gelb gestreifte Ritterkleidung aus Stoff, oft führt er ein kleines Holzschwert mit sich. Auf seinem Kopf sitzt eine etwas übergroße, dunkelblaue Baskenmütze mit roter Feder. Cubbi ist ständig auf der Suche nach Abenteuern, die er zusammen mit seinem besten Freund Cavin bestehen will. Er stellt sich häufig in seiner Fantasie vor, ein Ritter zu sein, der gegen Ungeheuer und Drachen kämpft. Nicht selten sorgen seine kindischen Spielereien für Probleme oder Zerstörung (so fallen beispielsweise „alt-ehrwürdige“ Gummibärenritterstatuen um). Manchmal schlüpft er in die Rolle seines Alter Egos, des Scharlachroten Rächers. Sein Name Cubbi kommt von dem englischen Wort „cub“, was „Jungtier“ und in diesem Fall „Bärenjunges“ bedeutet und darauf anspielt, dass er der Jüngste der Gruppe ist.
- Grammi – die Hausmutter von Gummi Glen und zweitälteste der Gummibären. Sie hat orangefarbenes Fell und schulterlanges, nussbraunes Haar. Sie trägt ein graublaues Einteilerkleid mit fliederfarbenem Mieder und eine graue Schürze. Auf ihrem Kopf sitzt ein glockenförmiger Damenhut. Grammi ist die Köchin und Erzieherin in Gummi Glen und betrachtet ihre Küche als Heiligtum. Sie bereitet den Gummibärentrank zu und ist die einzige Bärin, die „das Geheimnis des Gummibärensaftes“ kennt. In der Folge „Das Geheimrezept“ gibt sie das Rezept an Sunni weiter. Ihr Name kommt vom englischen Wort „granny“, einer Kurzform des Kosewortes „grandma“ (kurz für „grandmother“ – auf Deutsch: „Großmutter“), was „Oma“ bedeutet und eine Anspielung auf ihre „großmütterliche“ Stellung innerhalb der Gruppe ist. Ihr tatsächlicher, genealogischer Verwandtschaftsgrad innerhalb des Clans wird jedoch nie zweifelsfrei geklärt.
- Gruffi – ist der drittälteste der Gummibären. Er hat nussbraunes Fell mit heller Schnute. Er trägt ein beigefarbenes Wams mit dunklem Gürtel und eine dunkel-graugrüne phrygische Mütze. Gruffi ist ein mürrischer und eher traditionell orientierter Zeitgenosse. Er ist der Ingenieur der Gummibären und für die Wartung und Reparatur von Fallen und Maschinen zuständig. Mit Grammi liefert er sich oftmals Wortgefechte und sein Hang nach Perfektion wird ihm regelmäßig zum Verhängnis. Gruffis Einstellung gegenüber Menschen ist besonders zu Beginn der Serie von Vorurteilen und Abneigung geprägt, er tut sich mit Cavin und Calla zunächst schwer. Gruffis Name kommt vom englischen Wort „gruff“ was „rau(-beinig)“, „ungehobelt“, „mürrisch“ oder griesgrämig bedeutet und somit Gruffis am meisten hervorstechende Charaktereigenschaft beschreibt.
- Sunni ([ˈsʌni]) – ist die Näherin und Kleidermacherin von Gummi Glen. Sie hat ein kräftig gelbes Fell und eine auffällige Elvis-Haartolle. Sie trägt ein grünes Wams mit dunkelgrünem Gürtel und als einziger Gummibär grüne Schuhe. Sunni möchte lieber eine Prinzessin sein, so wie ihre beste Freundin Calla. Sie ist gutherzig und hilfsbereit, manchmal aber auch überdreht und naiv. Häufig überredet sie Gruffi mit ihrem unschuldigen Charme dazu, über manche Dinge hinwegzusehen oder sie zu erlauben. Neben ihrer Haupttätigkeit als Näherin betreibt sie die Stickerei und das Singen als Hobbys. Ihr Name kommt vom englischen Wort „sunny“, welches eine Bezeichnung für ein „sonniges Gemüt“ darstellt und somit ihren stets fröhlichen Charakter beschreibt.
- Tummi ([ˈtʌmi]) – Tummi ist der körperlich größte der Bären aus Gummi Glen. Er hat granitgraues Fell mit heller Schnute. Er trägt ein nussbraunes Wams mit beigefarbenem Kragen. Auf seinem Kopf sitzt eine große, scharlachrote Zipfelmütze mit goldener Feder an der Spitze. Tummi ist übergewichtig, langsam, zurückhaltend und mutet oft melancholisch an. Er nascht gerne und hat eine Schwäche für die von Grammi hergestellten Speisen und Kekse. Er besitzt aber auch bemerkenswerte (wenn auch meist verborgene) handwerkliche Fähigkeiten und eine gute Auffassungsgabe. Meistens verhält er sich in Streitigkeiten unparteiisch oder fungiert als Schlichter. Er hat mehrere Hobbys – so ist er beispielsweise begeisterter Buddelschiffbauer und sammelt Modelle von Schiffen, die er in seinem Zimmer aufgestellt hat und regelmäßig säubert. Außerdem unterhält er einen Tomatengarten. Sein Name kommt vom englischen Wort „tummy“, einem verniedlichenden Begriff für „Bauch“, vergleichbar mit dem deutschen Kosewort „Bäuchlein“.
- Zummi ([ˈzʌmi]) – der Zauberer der Gummibären und zugleich der älteste. Er hat nebelgraues Fell mit heller Schnute und auffällig buschige Augenbrauen. Er trägt ein fliederfarbenes Wams und einen hell-magentafarbenen Umhang. Auf seinem Kopf sitzt eine große, flieder- und rosafarbene, längsgestreifte Ballonmütze mit gelber Feder. Zummi ist ein Magier und Bibliothekar, der für seine Informationen das sogenannte Große Buch der Gummibären benötigt. Da er viel liest, benötigt er eine Lesebrille. Er ist außerdem im Besitz einer Gummibären-Medaille. Zummi ist eher ein geduldiger, strebsamer, bisweilen jedoch klischeehaft verwirrter Akademiker, der im Gegensatz zu Gruffi versucht, Probleme theoretisch zu lösen, und daher oft mit ihm aneinandergerät. Es kommt mitunter vor, dass er seine Zauberfähigkeiten überschätzt, in Notsituationen jedoch funktionieren sie meist, wenn auch oft nicht ganz planmäßig. Sein Markenzeichen sind fehlschlagende Zauber und ständige Versprecher (Spoonerismen). Außerdem hat er Höhenangst.

Weitere Gummibären:
- Gusto (kurz für Augusto; erst ab der 2. Staffel) – Ein Künstler, der mit einem Tukan namens Artie Deco zusammenlebt. Er ist ein sehr wechselhafter und selbstkritischer Künstler, der seinen Geschmack mit immer ausgefalleneren Stilen auszudrücken versucht. Er wurde in der Folge „Das Loch im Ozean“ von Gruffi und Tummi von einer Vulkaninsel gerettet, auf welcher er für zwölf Jahre festgesessen hatte, und obwohl er lieber alleine lebt, besucht er die anderen Gummibären häufig in Gummi Glen. Er belegt die übrigen Gummibären häufig mit pseudo-italienischen Spitznamen (Bsp. „Gruffomundo“). Immer wieder versucht er Gruffi dazu zu bewegen, die Dinge etwas lockerer zu sehen, was ihm nur zum Teil gelingt. Der Name Artie Deco ist ein Seitenhieb auf den Baustil des Art déco, was wiederum zu Gustos Persönlichkeit passt.
- Sir Thornberry – Ein tollpatschiger, alter Gummibärenritter, dem man niemals ansehen würde, dass er zu den „Großen Gummibären“ gehört. Er ist Hausmeister der alten Gummibären-Hauptstadt Ursalia. Es ist besonders auffällig bei diesem Bären, dass 50 Jahre Einsamkeit ihre Spuren hinterlassen haben. Doch auch wenn Sir Thornberry teilweise durcheinander wirken kann, steckt in diesem Gummibären ein erfahrener Ritter und Abenteurer, was sich in vielen Gefahrensituationen den anderen Gummibären offenbart.

- Die Barbigans (Barbics im Englischen) sind eine Gruppe von primitiveren und kampflustigeren Gummibären, die von Menschen aus ihrem Heimatwald vertrieben wurden und unter Thornberrys Aufsicht in Ursalia Zuflucht gefunden haben. Ihr Stammesname ist eine Anspielung auf den Begriff „Barbar“, besonders in seiner Anwendung im Fantasy-Genre. Zu ihren prominentesten Mitgliedern zählen:
  - Ursa – Eine rauflustige Gummibärenfrau und die Anführerin der Barbigans. Obwohl den Menschen ursprünglich feindlich gesinnt, gelingt es den Gummi-Glen-Bären und Cavin, sie davon zu überzeugen, dass nicht alle Menschen ihre Feinde sind. Ihr Name ist lateinisch und bedeutet „Bärin“.
  - Buddi – Ein heranwachsender Barbigan, der eine Freundschaft mit Cubbi, Sunni und Cavin entwickelt, als sie sich in Buddis neuer Heimat Ursalia treffen. Sein Name kommt vom englischen Wort „buddy“, was zu Deutsch „Kumpel“ oder „Freund“ bedeutet.
  - Gritty – Ein grobschlächtiger Barbigan und Ursas Stellvertreter, mit einer Augenklappe, aber einem freundlich-rauen Gemüt. Sein Name kommt von der englischen Redewendung „to grit one's teeth“, was auf Deutsch „auf die Zähne beißen“ bzw. „die Zähne zusammenbeißen“ bedeutet und auf seinen kämpferischen Charakter anspielt.

### In Schloss Dunwyn
- Cavin – Der Page von Sir Tuxford. Er ist der erste Mensch, der mit den Gummibären in Kontakt tritt, und wird ihnen ein guter Freund und Vertrauter. Er brachte ihnen in der Folge „Das Geheimnis der Gummibären“ die Gummibärenmedaille, die den Gummibären erst ermöglichte, ihr großes Buch wieder zu benutzen. Er hat eine besondere Schwäche für Prinzessin Calla. Sein bester Freund ist Cubbi, mit dem er öfter unterwegs ist, mit den Ungeheuern kämpft und genauso wie er ein großer Ritter werden möchte.
- Prinzessin Calla – Die Tochter und einziges Kind des Königs. Sie kann sich nicht unbedingt dem Leben einer Prinzessin (bzw. den Pflichten und der Hofetikette) anpassen, auch wenn sie oft ihren Titel benutzt, um sich durchzusetzen. Sie lernte die Gummibären kennen, nachdem sie in der Folge „Die falsche Prinzessin“ von Igzorn entführt und zusammen mit Sunni, welche durch Magie die Gestalt der Prinzessin angenommen hatte, in einer Zelle eingesperrt worden war. Calla und Sunni sind sehr dicke Freundinnen, und sie ist auch von Cavin ganz besonders angetan.
- König Gregor – Der weise und gütige König des Königreichs von Dunwyn und der Vater von Prinzessin Calla. Obwohl ihm sein Thron und sein Leben des Öfteren von den Gummibären gerettet werden, sind er und der Großteil seiner Untertanen gegenüber ihrer Existenz ahnungslos. König Gregor wird im Laufe der Serie und oftmals selbst innerhalb einer Folge verschieden tituliert. So wechseln Ritter und Untertanen zwischen den Anredeformen „Hoheit“, „königliche Hoheit“ und „Majestät“. Als König ist lediglich letztere Titulatur angemessen; Hoheit bezeichnet Herzoge. Demnach wäre Herzog Igzorn mit „Hoheit“, König Gregor stets mit Majestät anzusprechen.
- Sir Tuxford – Der Feldherr und alter Freund des Königs. Ein streitbarer Mensch, wenn auch im Grunde seines Herzens ein gutmütiger und tapferer Mann. Sir Tuxford ist im Königreich Dunwyn für seine Geschichten über vergangene Heldentage berühmt und berüchtigt. Viele Leute belächeln oder lachen ihn aus. Doch einige hören ihm gespannt zu und schenken ihm manchmal sogar Glauben (darunter beispielsweise sein Page Cavin).
- Unwin – Ein älterer Junge und genauso wie Cavin ein Knappe auf Schloss Dunwyn. Er schubst Cavin gerne herum und versucht immer, sich die Gunst der Prinzessin zu versichern; er ist jedoch nichts weiter als ein großmäuliger Hasenfuß, der bei richtiger Gefahr lieber seine eigene Haut zu retten pflegt.
- Sir Gowan (Sir Gawain) – Cavins Großvater und ursprünglicher Finder der Gummibärenmedaille, der niemals eine Gelegenheit auslässt, den Leuten begeistert seine Gummibärengeschichten zu erzählen. Lernt in der Folge „Wer zuletzt lacht...“ die Gummibären persönlich kennen, ohne aber zu erfahren, dass Cavin ebenfalls mit ihnen befreundet ist.
- Sir Victor Igzorn (Sir Victor Igthorn), auch bekannt als der Weiße Ritter, ist ein Paladin im Reiche Dunwyn. Er ist zudem auch Herzog Igzorns Zwillingsbruder, eine Vergangenheit, für die er sich schämt und die ihn dazu trieb, den Pfad des heldenhaften Ritters einzuschlagen. Er hat die Fähigkeit, die Damen durch Handkuss reihenweise zu seinen Füßen niedersinken zu lassen.

### In Schloss Drekmoor
- Herzog Sigmund Igzorn (Duke Sigmund Igthorn) – Der böse, jähzornige, rachsüchtige und machtgierige Herrscher über Drekmoor, der die Gummibären mit Hilfe seiner Ungeheuer jagt, um an den Gummibärsaft und ihre übrigen Geheimnisse zu kommen. Seine Versuche, Dunwyn zu erobern, scheitern typischerweise an der Selbstüberschätzung seines taktischen Geschicks, der Tölpelhaftigkeit seiner Ungeheuer und dem Eingreifen der Gummibären. Von seinen Dienern wird er (zu seinem großen Ärgernis) dauernd „Iggilein“ genannt. Angeblich war er ehemals der beste Ritter, der unter König Gregor gedient hat, doch nach einem Akt des Verrats wurde er aus Dunwyn verbannt. Igzorn hegt eine große Leidenschaft für Lady Bane, die von dieser aber nicht erwidert wird.

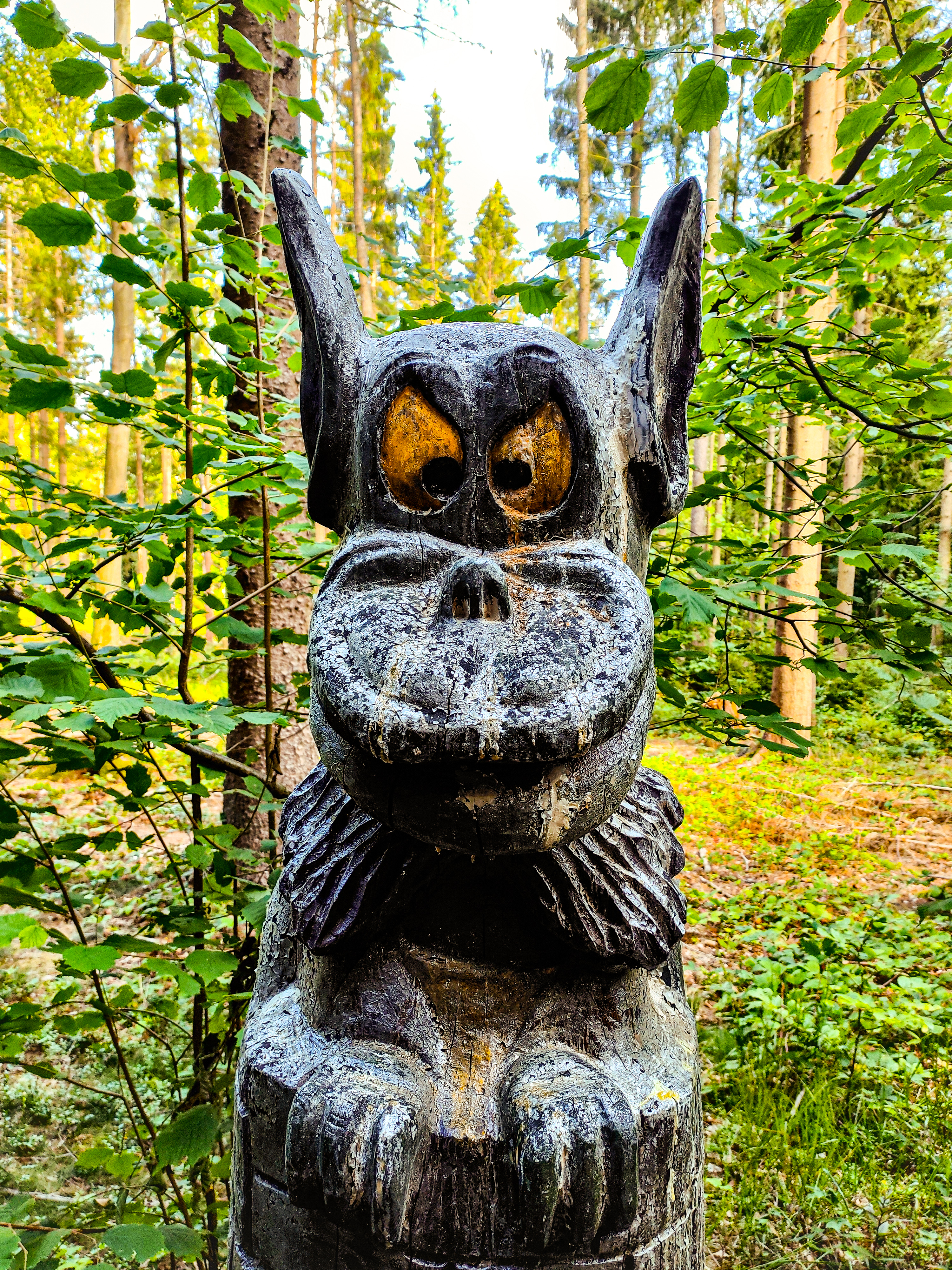
Toadie-Holzskulptur am Waldgeisterweg Ehrenfriedersdorf

- Toadie (eigentlicher Name: „Toadwart“) – Die rechte Hand von Herzog Igzorn. Er unterscheidet sich von den anderen Ungeheuern durch seine verhältnismäßig hohe Intelligenz und seine zwergenhafte Größe. Er wird ständig von seinem Herrn und seinen Artgenossen herumgeschubst, versucht sich aber seinen Herrn durch ständige Schmeicheleien gewogen zu halten. Er erkennt und durchschaut mitunter die Gier und Herrschsucht seines Gebieters und die damit einhergehenden Probleme durch undurchdachte Aktionen zur Eroberung des Königreichs Dunwin.
- Ungeheuer (engl. ogres – Ungeheuer, Menschenfresser, Oger) – Die Ungeheuer sind plumpe und einfältige, aber sehr starke Geschöpfe und die Diener Herzog Igzorns. Durch ihre tölpelhafte Art bringen sie oft die „genialen“ Pläne des Herzogs zum Scheitern, was diesen stets in den Wahnsinn treibt und an den Rand der Verzweiflung bringt.
  - Zook ist ein großes Ungeheuer mit grüner Hautfarbe und orangen Haaren.
  - Gad ist ein großes, lilafarbenes Ungeheuer, das oft mit Zook zusammen arbeitet.

### Weitere Gegenspieler
- Lady Bane – Eine mächtige und böse Zauberin, die hinter der Magie der Gummibären her ist. Sie verfügt wie Zummi über eine Gummibären-Medaille. Sie ist ebenso eitel wie gerissen und versucht, mittels Gummibärenmagie die Welt nach ihren Vorstellungen zu verändern und zu beherrschen. Sie ist groß gewachsen und trägt ein weinrotes Gewand, das ihre Beine wie ein Rock bedeckt.
- Troggles – Die Diener von Lady Bane. Diese schakalähnlichen Kreaturen sprechen kaum und wiederholen lediglich die letzten Worte, die Lady Bane ihnen als Befehl gibt.
- Kobolde (engl. trolls – Trolle) – Ein Trio von Dieben, die öfter Unruhe in Dunwyn und bei den Gummibären verbreiten.
- Carpies – Carpies sind geier-ähnliche Kreaturen, die in einem hohen Gebirge, dem Carpieberg, leben. Sunni Gummi wurde zweimal von ihnen entführt – in der Folge „Der goldene Käfig“, um ihrem tyrannischen König als Singvogel zu dienen, in der Folge „Sunni wird Königin“, als sie von den anderen Carpies versehentlich als ihre neue Königin angesehen wurde. Der Titel des Königs ging schließlich an den tollpatschigen, aber gutmütigen Bodo.

## Entstehung
Die Serie besteht aus sechs Staffeln mit insgesamt 65 je 22 Minuten langen Folgen mit insgesamt 94 Einzelgeschichten. Damit ist Disneys Gummibärenbande die Disney-Serie mit den meisten produzierten Staffeln, wenngleich nicht mit den meisten Folgen. Das Titellied Bouncing here and there and everywhere (auf Deutsch: Hüpfen hier und dort und überall) wurde von Patty Silversher komponiert, von Joseph Williams gesungen und in über zehn verschiedene Sprachen übersetzt.

## Synchronisation
Die deutsche Fassung wurde bei Film- und Fernsehsynchron in München angefertigt, für Dialog und Regie waren Maddalena Kerrh (Staffeln 1 und 2) und Pierre Peters-Arnolds (Staffeln 3 bis 6) verantwortlich. Im Laufe der Folgen wurden hier einige Bezeichnungen angepasst. So heißt es zunächst „Gummibärental“, was sich später dann in seinen englischen Originalnamen „Gummi Glen“ umändert. Auch werden die „Kobolde“ im Laufe der Episoden als „Trolle“ bezeichnet, was besonders auffällig ist, nachdem ein Kobold (ein irischer Leprechaun) in der Episode „Grammis zweite Jugend“ seinen Auftritt hat.
| Rolle                                                | Originaler Synchronsprecher                                                                                    | Deutscher Synchronsprecher                     |
| ---------------------------------------------------- | --- | ---------------------------------------------- |
| Cubbi                                                | Noelle North                                                                                                   | Kellina Klein (S1–2) Sabine Bohlmann (S3–6)    |
| Calla                                                | Noelle North                                                                                                   | Gundula Liebisch (1.) Irina Wanka (2.)         |
| Zummi                                                | Paul Winchell (S1–5) Jim Cummings (S6)                                                                         | Manfred Lichtenfeld                            |
| Herzog Sigmund Igzorn                                | Michael Rye | Thomas Reiner                                  |
| König Gregor                                         | Michael Rye | Norbert Gastell                                |
| Sir Gawain                                           | Michael Rye | Donald Arthur                                  |
| Toadwart (Toadie)                                    | Bill Scott (S1) Corey Burton (S2–6)                                                                            | Hans-Rainer Müller                             |
| Grammi                                               | June Foray | Eva-Maria Lahl                                 |
| Sunni                                                | Katie Leigh | Carin C. Tietze (S1–2) Angela Wiederhut (S3–6) |
| Gruffi                                               | Bill Scott (S1) Corey Burton (S2–6)                                                                            | Klaus Kindler                                  |
| Sir Tuxford                                          | Bill Scott (S1) Roger C. Carmel (S2) Brian Cummings (S3–6)                                                     | Walter Reichelt                                |
| Tummi                                                | Lorenzo Music                                                                                                  | Gernot Duda                                    |
| Cavin                                                | Christian Jacobs (S1) Brett Johnson (S2) David Faustino (S3) Jason Marsden (S4–5) Robert Jackson Williams (S6) | Alexandra Ludwig (1.) Alexander Fischer (2.)   |
| Gusto                                                | Rob Paulsen | Udo Wachtveitl (1.) Silvan-Pierre Leirich (2.) |
| Artie                                                | Jymn Magon (S2) Brian Cummings (S3–6)                                                                          | Arne Elsholtz (S3–6)                           |
| Sir Thornberry                                       | Walker Edmiston                                                                                                | Horst Raspe                                    |
| Gritty                                               | Peter Cullen                                                                                                   | Herbert Weicker                                |
| Lady Bane                                            | Tress MacNeille                                                                                                | Karin Kernke                                   |
| Klammerangabe entspricht Reihenfolge bzw. Staffelnr. | |                                                |

## Folgen
| Staffel 1 (1985) | Staffel 1 (1985)             |
| ---------------- | ---------------------------- |
| Folge            | Titel                        |
| 1                | Das Geheimnis der Gummibären |
| 2 a              | Der Zauberer                 |
| 2 b              | Zummis Zauberland            |
| 3 a              | Der einsame Drache           |
| 3 b              | Die magische Flöte           |
| 4                | Der goldene Käfig            |
| 5 a              | Das Orakel                   |
| 5 b              | Der Zauberstein              |
| 6                | Die falsche Prinzessin       |
| 7 a              | Cubbis neuer Freund          |
| 7 b              | Lügengeschichten             |
| 8 a              | Der Plappamaulvogel          |
| 8 b              | Die Nacht des Wasserspeiers  |
| 9                | Das Geheimrezept             |
| 10 a             | Bitte und Danke              |
| 10 b             | Wettstreit der Zauberer      |
| 11 a             | Das blinde Mädchen           |
| 11 b             | Toadie wird bestraft         |
| 12 a             | Der kleine Drache            |
| 12 b             | Der Schlaf-Kobold            |
| 13               | Das Gummiskop                |

| Staffel 2 (1986) | Staffel 2 (1986)       |
| ---------------- | ---------------------- |
| Folge            | Titel                  |
| 14               | Das Luftschiff         |
| 15 a             | Schneller als der Wind |
| 15 b             | Der Kopfgeldjäger      |
| 16 a             | Angriff der Kobolde    |
| 16 b             | Der Zaubertrank        |
| 17               | Der feuerrote Rächer   |
| 18 a             | Der eiserne Ritter     |
| 18 b             | Toadie ganz groß       |
| 19               | Das Buch der Zauberer  |
| 20 a             | Ein Dieb im Haus       |
| 20 b             | Das Abschiedsfest      |
| 21               | Das Loch im Ozean      |

| Staffel 3 (1987) | Staffel 3 (1987)                  |
| ---------------- | --------------------------------- |
| Folge            | Titel                             |
| 22 a             | Zu viele Köche verderben den Brei |
| 22 b             | Aufstand gegen Igzorn             |
| 23 a             | Bäumchen, Bäumchen, wechsel dich  |
| 23 b             | Fauler Zauber                     |
| 24 a             | Tummi, der große Zauberer         |
| 24 b             | Der Schatz im Apfelbaum           |
| 25               | Ärger im Tentakelwald             |
| 26 a             | Gustos Inspiration                |
| 26 b             | Achtung, falscher Gummibär        |
| 27 a             | Begegnung mit Frostbart Junior    |
| 27 b             | Nächtliche Besuch                 |
| 28               | Die Ritter von Gummadeon          |
| 29 a             | Die Nervensäge                    |
| 29 b             | Ein Piepmatz hebt ab              |

| Staffel 4 (1988) | Staffel 4 (1988)                        |
| ---------------- | --------------------------------------- |
| Folge            | Titel                                   |
| 30               | Die glorreichen 7 Gummibären            |
| 31 a             | Zauber der Musik                        |
| 31 b             | Sunni ist die Größte                    |
| 32 a             | Von Rittern, Zauberern und Gespenstern  |
| 32 b             | Grammis zweite Jugend                   |
| 33 a             | Zu Hause ist es immer noch am schönsten |
| 33 b             | Das Meisterporträt                      |
| 34               | Wer zuletzt lacht...                    |
| 35 a             | Übung mach den Meister                  |
| 35 b             | Der rote Rächer kehrt zurück            |
| 36 a             | Ein Ungeheuer-Baby kommt selten allein  |
| 36 b             | Der weiße Ritter                        |
| 37 a             | Auch ein Gruffi braucht mal Hilfe       |
| 37 b             | Ein Leibwächter für Calla               |
| 38               | Der Wolkenplanet                        |
| 39               | Gummibären auf 7 Meeren                 |

| Staffel 5 (1991) | Staffel 5 (1991)                        |
| ---------------- | --------------------------------------- |
| Folge            | Titel                                   |
| 40 a             | Doktor Dexters Zauberelexier            |
| 40 b             | Schlafende Riesen soll man nicht wecken |
| 41               | Der Weg nach Ursalia                    |
| 42 a             | Ein Denkmal für die Ewigkeit            |
| 42 b             | Das Traumpaar                           |
| 43 a             | Ein Königreich für einen Kuchen         |
| 43 b             | Ein Leben ohne Regeln                   |
| 44               | Cavin, das Ungeheuer                    |
| 45 a             | Die Problemprinzessin                   |
| 45 b             | Der steinerne Zummi                     |
| 46               | Das Maulwurfmobil                       |
| 47               | Die Rückkehr nach Ursalia               |

| Staffel 6 (1991) | Staffel 6 (1991)                    |
| ---------------- | ----------------------------------- |
| Folge            | Titel                               |
| 48               | Sir Tuxfords Trick                  |
| 49               | Die Riesenspinne                    |
| 50               | Toadie der Eroberer                 |
| 51               | Schuster, bleib bei deinen Leisten  |
| 52 a             | Zummi im Schlummerland              |
| 52 b             | Das Geheimnis der Zwergknollen      |
| 53               | Die Zauberdecke                     |
| 54               | Sunni wird Königin                  |
| 55               | Um Haaresbreite                     |
| 46               | Neue Abenteuer mit dem roten Rächer |
| 57 a             | Kobolde im Kloster                  |
| 57 b             | Die große Gummibären-Attraktion     |
| 58               | Die zwei Glorreichen                |
| 59               | Der doppelte Igzorn                 |
| 60               | Tummi auf Freiersfüßen              |
| 61               | Grammis kleiner Liebling            |
| 62               | Königreich in Gefahr                |
| 63               | Buddis großer Tag                   |
| 64               | Die Eroberung von Dunwyn (Teil 1)   |
| 65               | Die Eroberung von Dunwyn (Teil 2)   |

## Anspielungen
- In der Folge „Der Zauberer“ sieht man die Silhouetten der Disney-Figuren Donald Duck und Micky Maus, als der betrügerische Bildhauer Davini einen frisch versteinerten Hasen in seinem Wagen verstaut.
- Die Folge „Der Kopfgeldjäger“, beinhaltet einen wortkargen, grimmigen Kopfgeldjäger namens Flint Shrubwood. Dieser wird von Igzorn angeheuert, um einen Gummibären zu fangen, jedoch um seinen Lohn betrogen, worauf dieser auf Rache sinnt. Dieser Kopfgeldjäger ist, auch in Bezug auf das Erscheinungsbild und die Mimik, eine Hommage an den populären Schauspieler Clint Eastwood, vor allem auf dessen Rolle in der Dollar-Trilogie. In der deutschen Fassung wird die Figur passenderweise von Klaus Kindler, dem jahrzehntelangen Stammsynchronsprecher Eastwoods, gesprochen, der auch einige englische, von Eastwood verwendete Filmzitate wie „Make my day!“ (Dirty Harry) von sich gibt.
- Obwohl die Gummibären im Gummibärental in einer Art Familienverband zusammen leben, wurden tatsächliche Verwandtschaftsverhältnisse jedoch nie bestätigt. Dies veranlasste auch Robot Chicken zu einer Parodie der Serie.[2]
- In der Darkwing-Duck-Folge „Lord Fiesoducks finsteres Reich“ reist Darkwing Duck ins Kontra-Universum (der Heimat von Fiesoduck), wo das dortige Pendant zu Quack dem Bruchpiloten Spielzeug für die dortige Kiki stiehlt und eines jener Spielzeuge ist ein Plüschtier, das Zummi sehr ähnelt.
- In der 2017er-Neuauflage der DuckTales kommt in der Folge „Die Geheimakte von Agentin 22“ ein altes Dokument vor, auf dem ein alchemistisches Rezept für einen aus Beeren gewonnenen Trank abgedruckt ist, der einen durch die Einnahme dazu befähigt „Hier und dort und überall“ zu springen. In der Zeichnung eines Waldes sind auf demselben Dokument auch die Gummibären als Schattenrisse zu sehen.
- In der Serie Chip und Chap – Die Ritter des Rechts wird in der Folge „Der letzte Kobold“ indirekt auf Irland als Herkunftsland der Gummibären verwiesen. Beim Zusammentreffen der Rettungstruppe mit dem Kobold Darby führt dieser sie in die große Halle der Kobolde und spielt ihnen dort eine Volksweise vor. Hierbei handelt es sich um eines der Haupthintergrundthemen der Gummibärenbande.[3] Das Lied wird auch an anderen Stellen in der Folge verwendet.
- In DuckTales: Der Film – Jäger der verlorenen Lampe sieht man Webby während einer Teeparty, auf der sie den letzten Wunsch äußert: Sie wünscht sich, dass ihre Stofftiere lebendig werden. Eines der Stofftiere hat auffällige Ähnlichkeiten mit Zummi.

## Belege
1. ↑  Nicholas Sweedo: Disney Song #48: Gummi Bears / The Silvershers: A Conversation ~ The MacGyver Project. In: Disney Song #48. 28. September 2015, abgerufen am 9. August 2019.
2. ↑  Grammis Urwald | Robot Chicken | Adult Swim auf YouTube, abgerufen am 25. Juli 2020.
3. ↑  Vergleiche beispielhaft: Chip und Chap – Die Ritter des Rechts, Staffel 2, Folge 26, ab Minute 06:07 mit Gummibärenbande, Staffel 3, Folge 1a, ab Minute 01:02.